# Lancelot Hogben
Lancelot Hogben (ur. 1895, zm. 1975) – brytyjski zoolog, genetyk, statystyk i lingwista. Członek Royal Society w Londynie.

## Działalność naukowa
Wspólnie z Johnem B. S. Haldanem, Julianem Huxleyem i Francisem Albertem Eleyem Crew założył czasopismo naukowe Journal of Experimental Biology oraz stowarzyszenie naukowe Society for Experimental Biology. Przedsięwzięcia te wspierał finansowo pisarz science-fiction i biolog Herbert George Wells. Hogben stworzył też sztuczny język interglossa.
Wykładał na wielu uniwersytetach, między innymi na McGill University w Montrealu, University of Aberdeen w Szkocji, London School of Economics and Political Science, Uniwersytecie Kapsztadzkim w Republice Południowej Afryki, University of Wisconsin w Stanach Zjednoczonych.

## Działalność społeczna
Lancelot Hogben pochodził z biednej rodziny i w wieku 17 lat otrzymał stypendium dla młodych zdolnych uczniów z niezamożnych rodzin. Dzięki temu mógł studiować w Trinity College w Cambridge. W późniejszych latach publicznie bronił tego typu programów społecznych przed atakami ze strony eugeników brytyjskich, takich jak np. Leonard Darwin, syn Charlesa Darwina. W opinii osób związanych z ruchem eugenicznym tego typu pomoc jest marnowaniem pieniędzy publicznych i należy ją zlikwidować.
Hogben inspirował się działalnością społeczną Bertranda Russella i należał do lewicowego Towarzystwa Fabiańskiego. Pracując w Południowej Afryce krytykował rasistowską politykę tego państwa jeszcze przed formalnym powstaniem apartheidu. W latach 30. pomagał znaleźć pracę na uczelni wielu Żydom próbującym ucieczki z III Rzeszy. Prowadził również wykłady na temat absurdalności ideologii narodowych socjalistów niemieckich.
Jego żoną była matematyczka Enid Charles, również zaangażowana społecznie feministka, socjalistka i działaczka związków zawodowych.

## Ważniejsze prace
- Lancelot Hogben: Scientific Humanist (1998) (autobiografia opublikowana pośmiertnie przez jego syna Adriana Hogbena i jego synową Anne Hogben),
- The Vocabulary of Science (1969),
- Mathematics in the Making (1961),
- An Introduction to Mathematical Genetics (1946),
- Principles of Animal Biology (1940),
- Dangerous Thoughts (1939),
- Principles of Evolutionary Biology (1927),
- Comparative Physiology (1926),
- Exiles of the Snow, and Other Poems (1918),
- A Short Life of Alfred Russel Wallace (1918).